# Kostopilský rajón
Kostopilský rajón (ukrajinsky Костопільський район) byl rajón ve Rovenské oblasti na Ukrajině. Hlavním městem byl Kostopil a rajón měl přibližně 64 tisíc obyvatel. 

## Sídla v rajónu
- Kostopil